# 武楨
武楨（越南语：／，1759年—1828年），字維周，越南黎末阮初官員。
武楨是京北良才春關（今屬北寧省良才縣）人，為武檰之孫。十七歲時考中解元，任國威知府。1787年，黎昭統帝認為阮有整專權，密謀將其殺死。當時武楨擔任内翰院，力勸阻止昭統帝這麼做。後西山朝武文任北伐，誅殺阮有整。昭統帝出逃，僅有武楨與陳名案、吳時俧等數人追隨。昭統帝藉助清軍復位後，任命武楨為吏部左侍郎、參知政事。
1789年，阮惠率軍北上，擊退清軍。昭統帝流亡清朝。武楨無法跟隨，便隱居於南定教書。他與吳時任、阮登𨼪在昇龍（今河內）創建竹林禪院，與二人一起編寫《竹林宗旨源清》。阮朝建立後，他被嘉隆帝徵召，擔任侍中學士。後參與編纂《嘉隆法典》。